# Інкузний квадрат

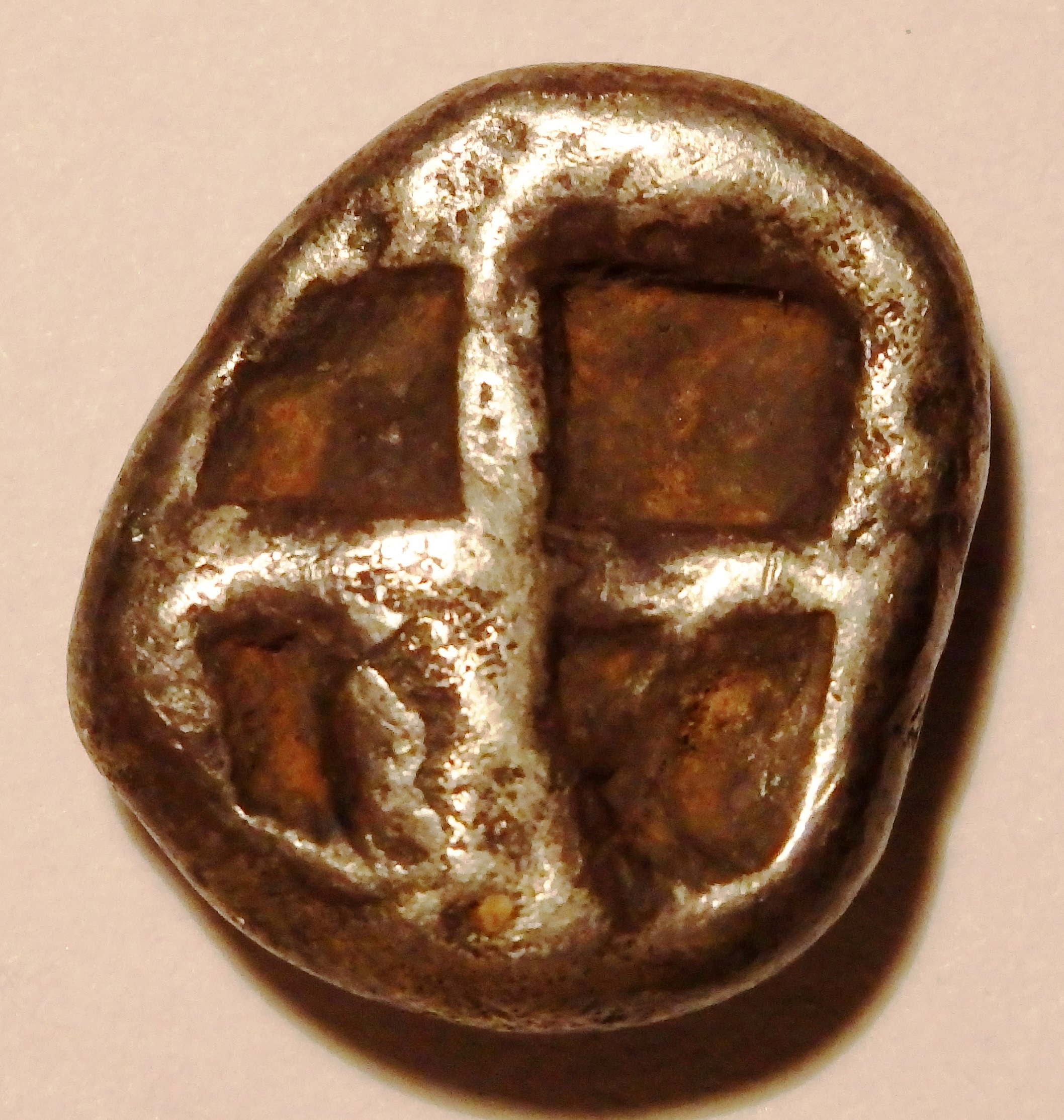
Статер з Хіоса; реверс: інкузний квадрат, 480–450 рр. до н.е.

Інкузний квадрат (лат. quadratum incusum) — квадратна вставка на реверсній (зворотній) частині давньогрецьких монет без зображення; елемент на монеті з порожнистим заглибленням.

## Розвиток інкузного квадрата

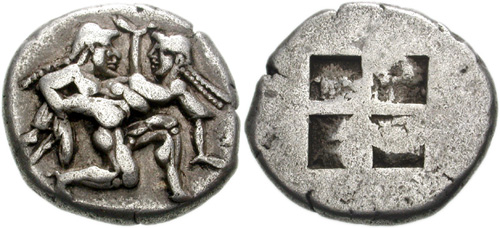
Сатир і німфа (аверс), інкузний квадрат (реверс). Статер з Тасосу (Фракія), бл. 500-463 до н.е.

На початку карбування монет використовували лише примітивні штампи у формі пуансона без будь-якого дизайну. Починаючи з VI століття до нашої ери ці штампи дедалі більше замінювали квадратною вставкою, яка зазвичай поділялася на чотири підквадрати, але іноді також на ще простіші геометричні сегменти. Поділ на сектори замінили орнаментальним малюнком інкузного квадрата. У класичну добу на горизонтальній смузі інкузного квадрата наносили ім'я, імовірно, монетного магістрата з острова Хіос, який відповідав за карбування монет. Пізніше частини квадратів були прикрашені дрібними мотивами. Згодом графічні зображення витіснили інкузний квадрат з усього реверсу монети.
Розвиток був не в усіх містах однаковим. Траплялося, що міста все ще робили дуже прості малюнки для реверсів монет, тоді як в інших містах давно використовували складніший дизайн. Це часто мало на меті позначити якість (пробу) монети на високий вміст срібла. Приклад розвитку квадратної вставки демонструють монети з острова Егіна. Чотири сектори інкузного квадрата своєю чергою ділили по діагоналі на трикутники, частково заповнені, а частково порожніми. Ця фігура має вигляд чотирьох крил вітряка. Але у певні періоди карбування спостерігалося карбування з п'ятьма порожніми і трьома заповненими трикутниками. На завершальному етапі егінського карбування чотиричастинний квадрат замінено п'ятьма трапеціями неправильної форми.
Інкузний квадрат використовувався лише на монетах з електруму та срібла. Коли дуже дрібні срібні номінали були замінені більшими та зручнішими бронзовими монетами, квадратну вставку більше не використовували для оформлення реверсу монет.

## Еволюція реверсу монети

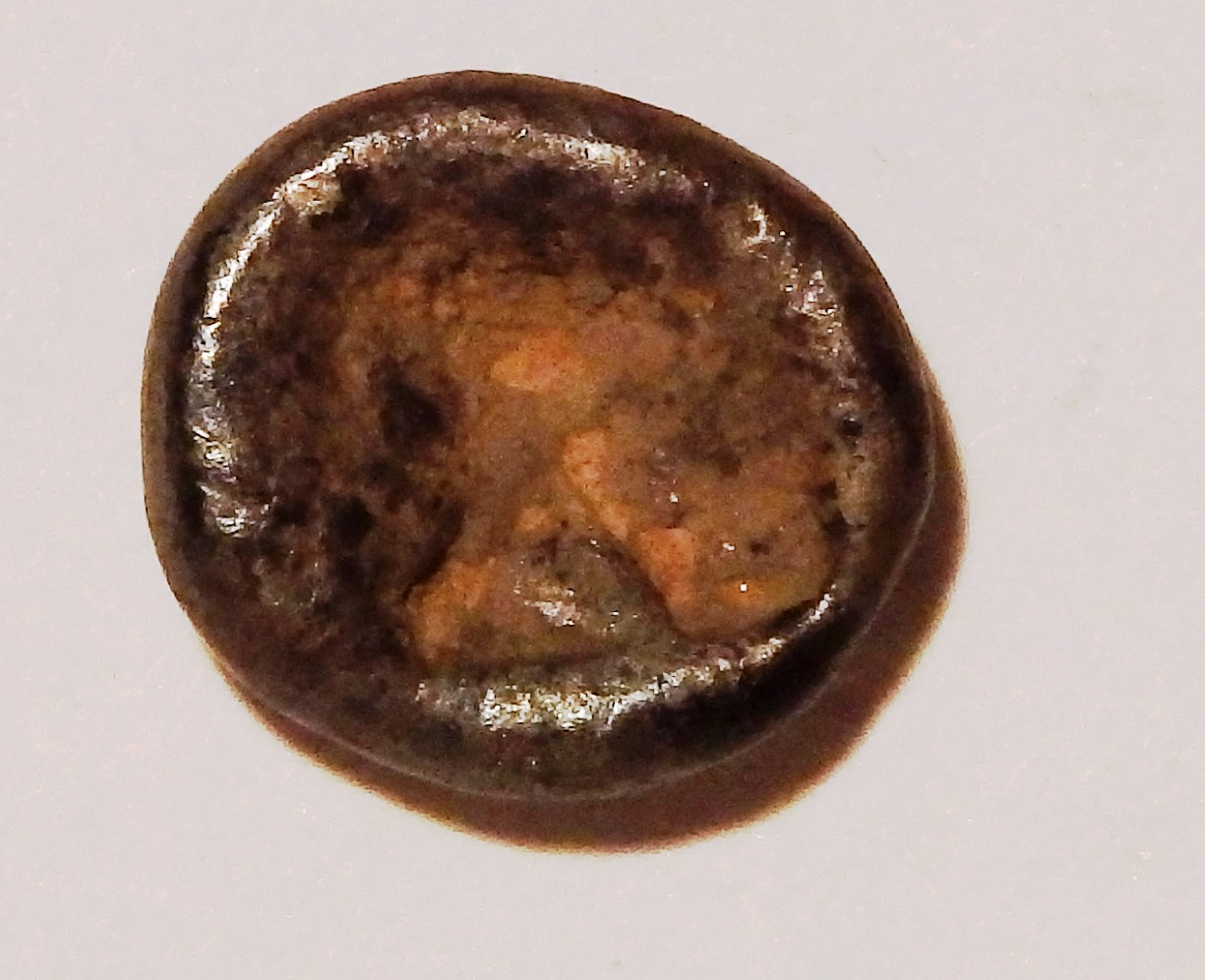
Обол з Каміру (Родос) з неоформленим пуансоном на реверсі, VI ст. до н.е.
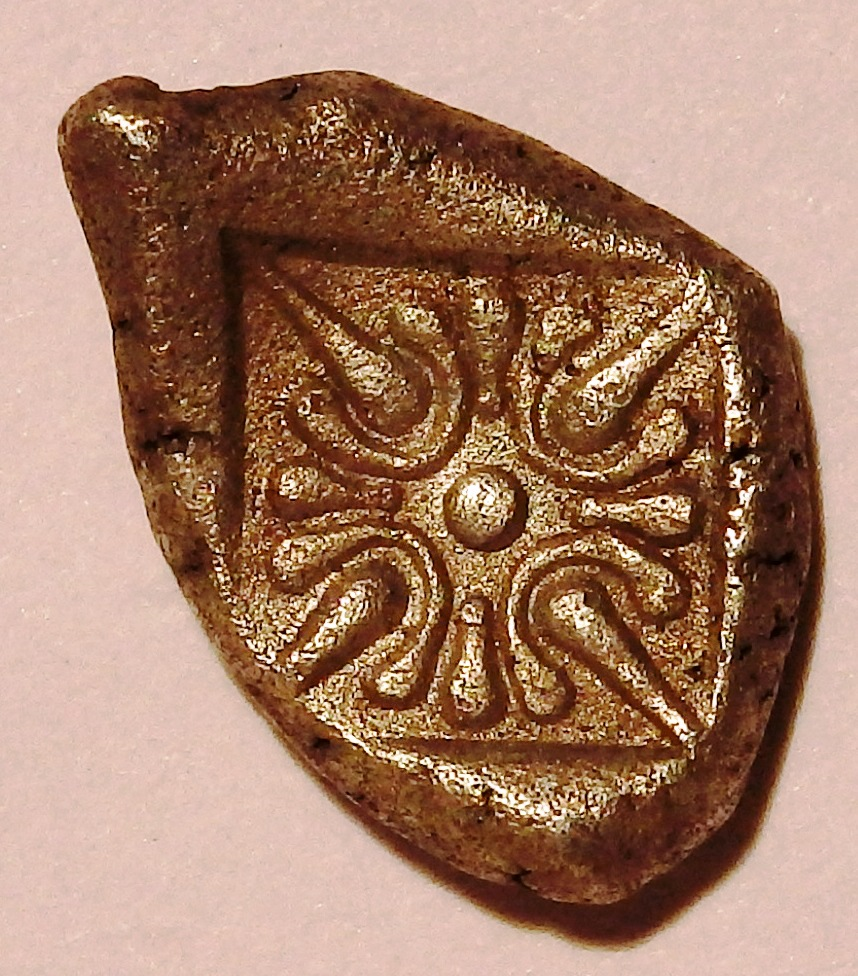
Обол з Мілета, стилізована зірка в квадраті, VI ст. до н.е.
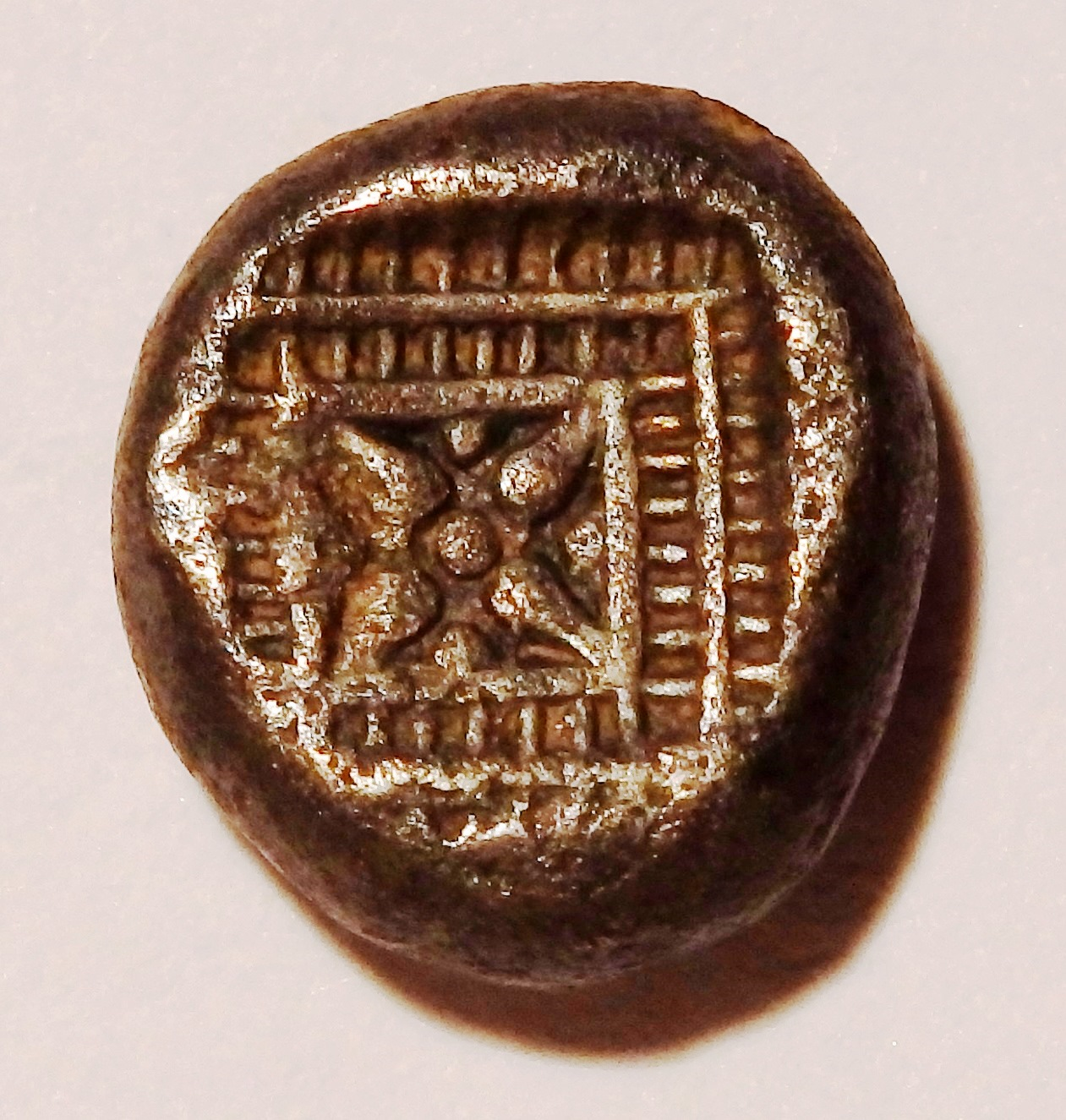
Діобол із Самосу, зі стилізованою зіркою в багаторядному інкузному квадраті, VI/V ст. до н.е.
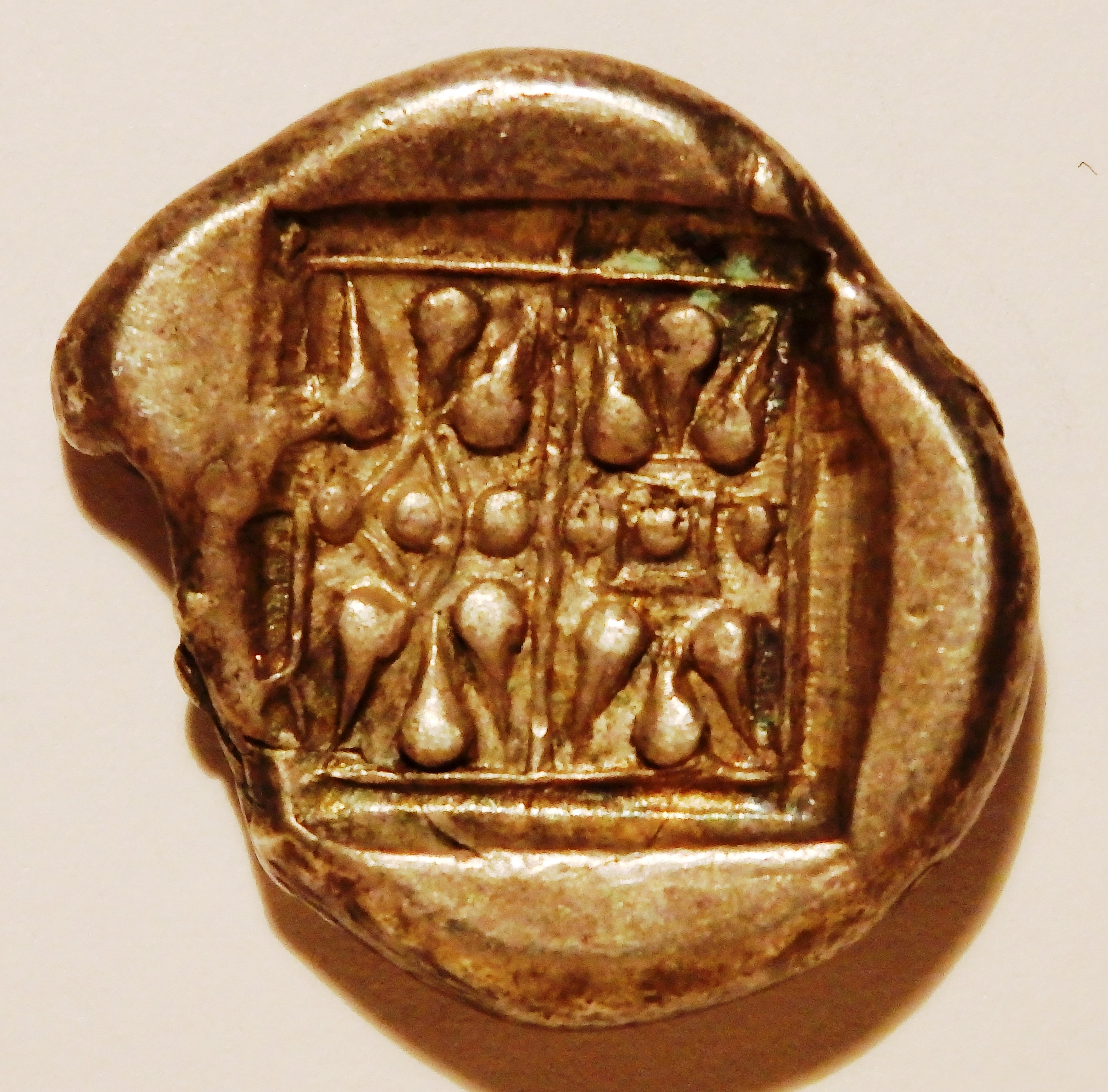
Статер із Керкіри з подвійною квіткою в інкузному квадраті: стилізована , приблизно 475–450 рр. до н.е.
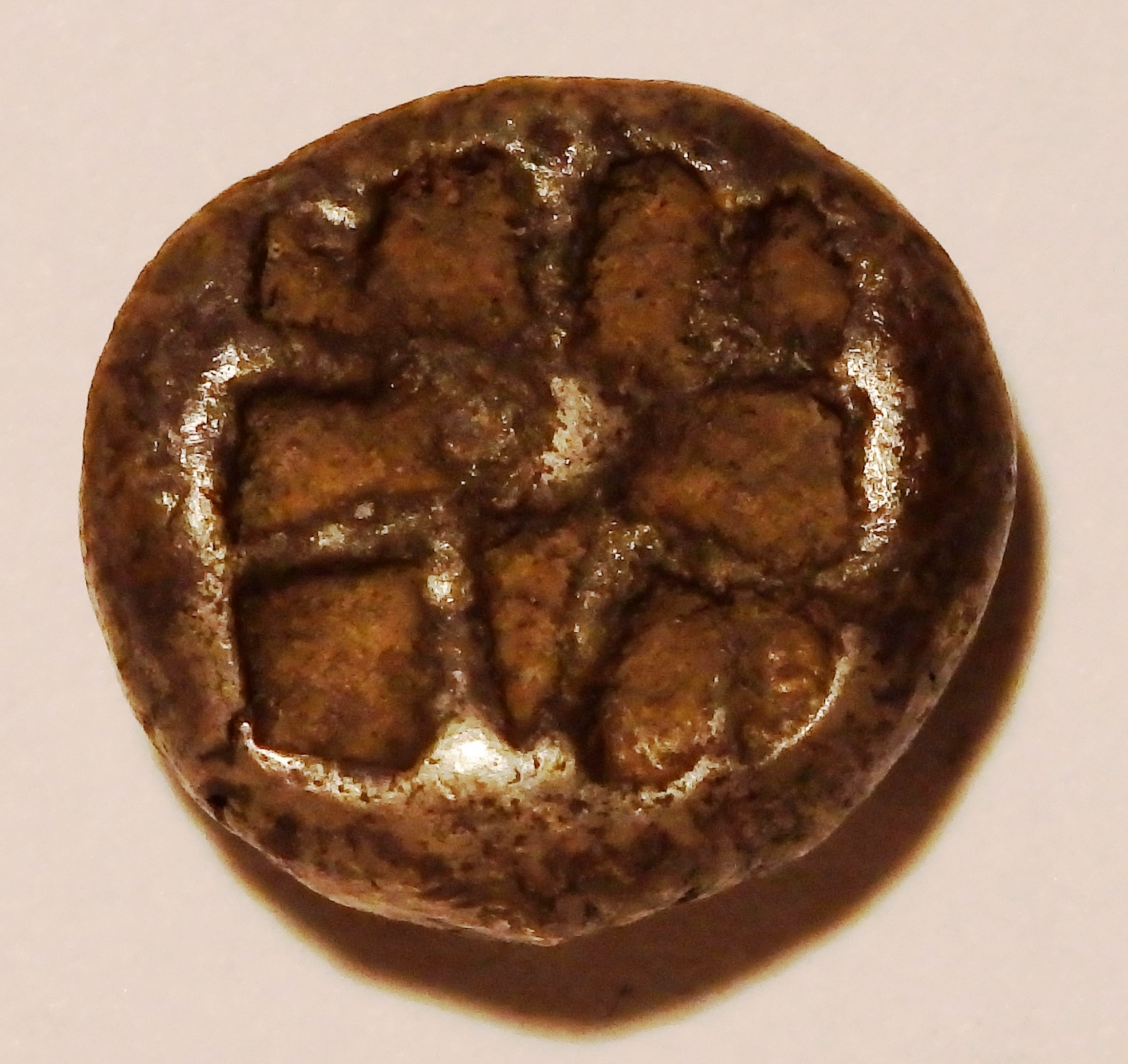
Драхма з Парія, інкузний квадрат, розділений на багато секторів, V ст. до н.е.
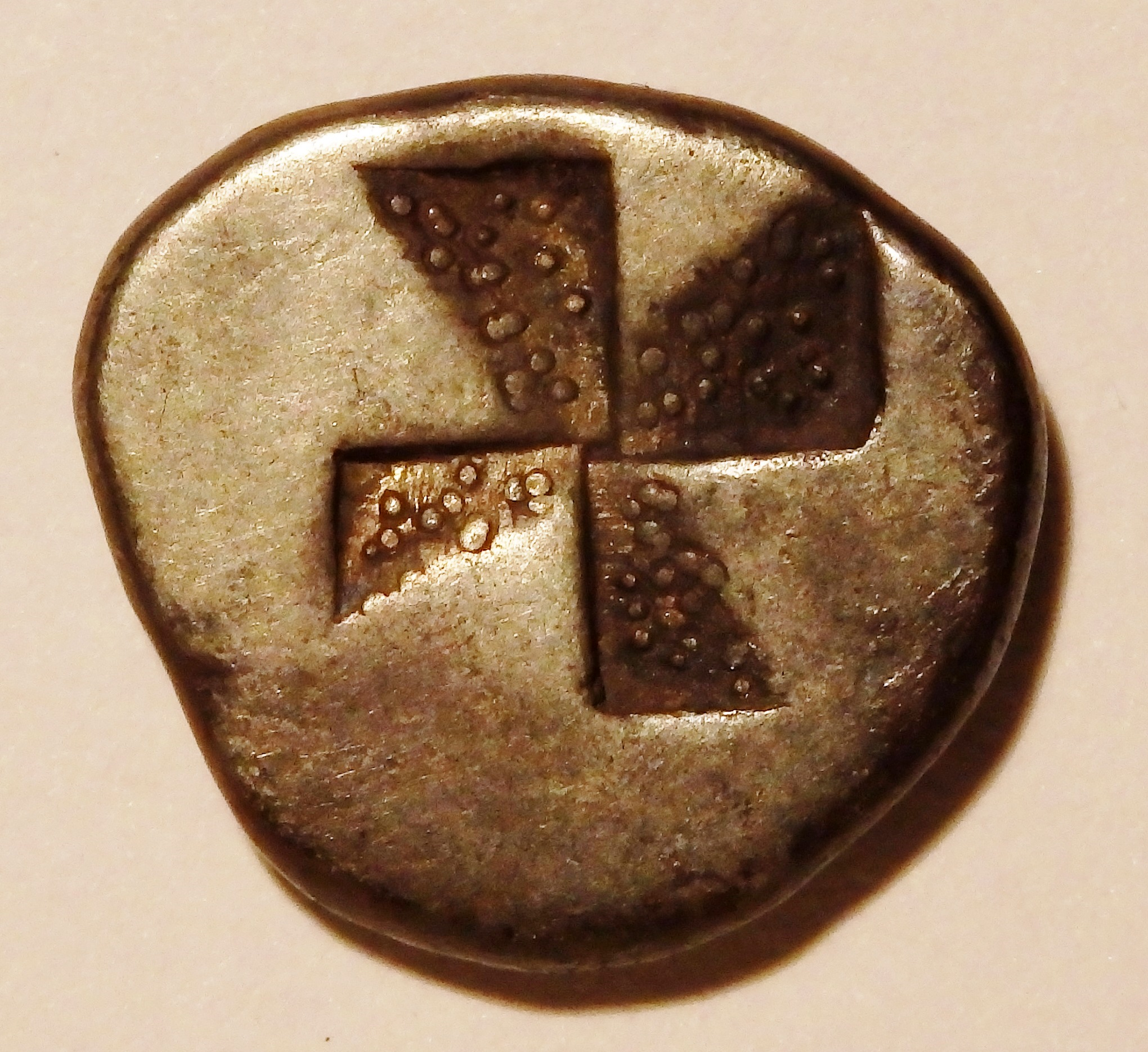
Драхма з Візантія, флюгерний квадрат, 357–340 рр. до н.е.
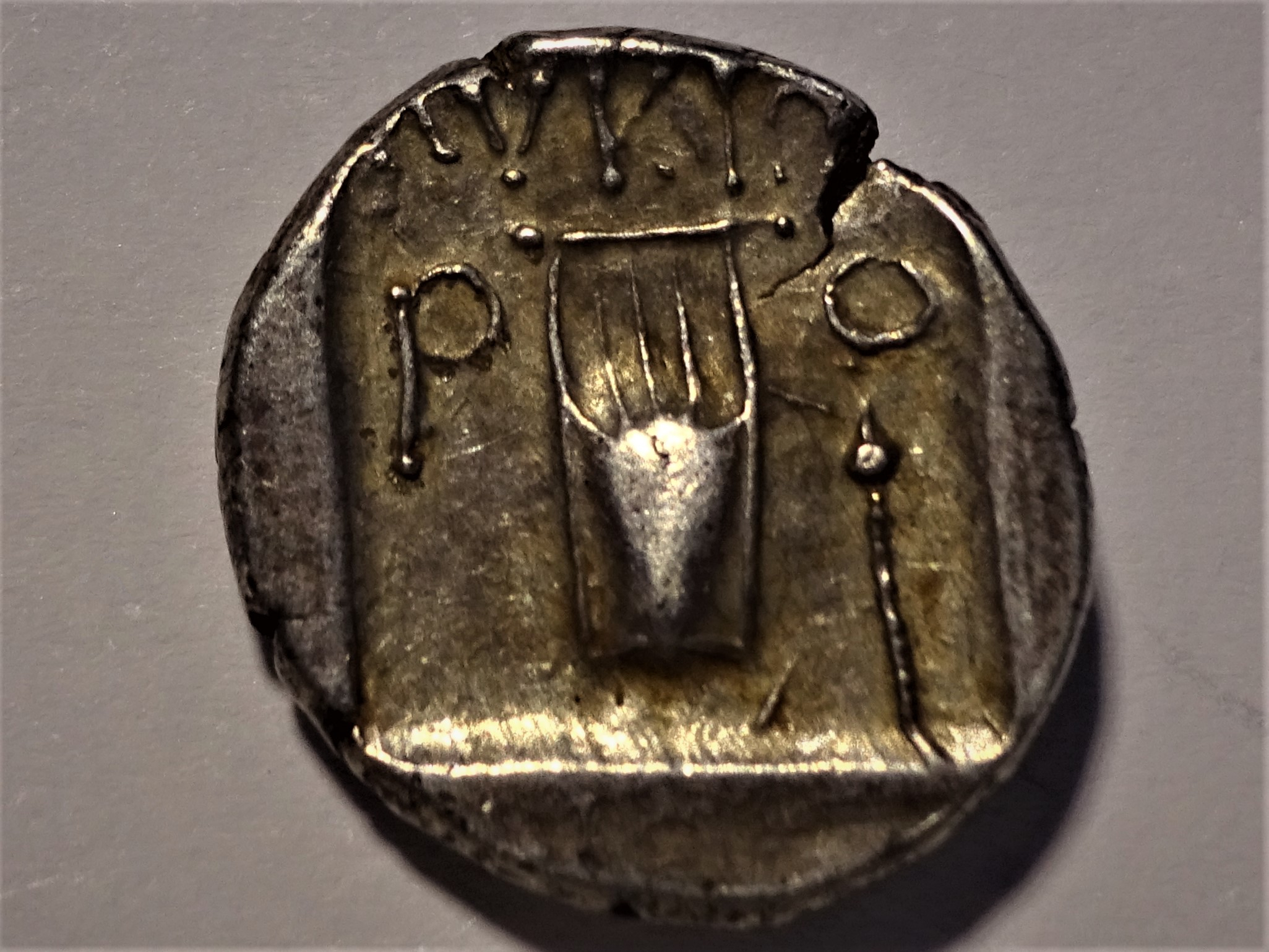
Родіаполь, ліра в інкузному квадраті,після 168 р. до н.е.